# Rue de Sablonville
La rue de Sablonville est une voie de Neuilly-sur-Seine, dont une partie a été annexée au 17e arrondissement de Paris, en 1929.

## Situation et accès

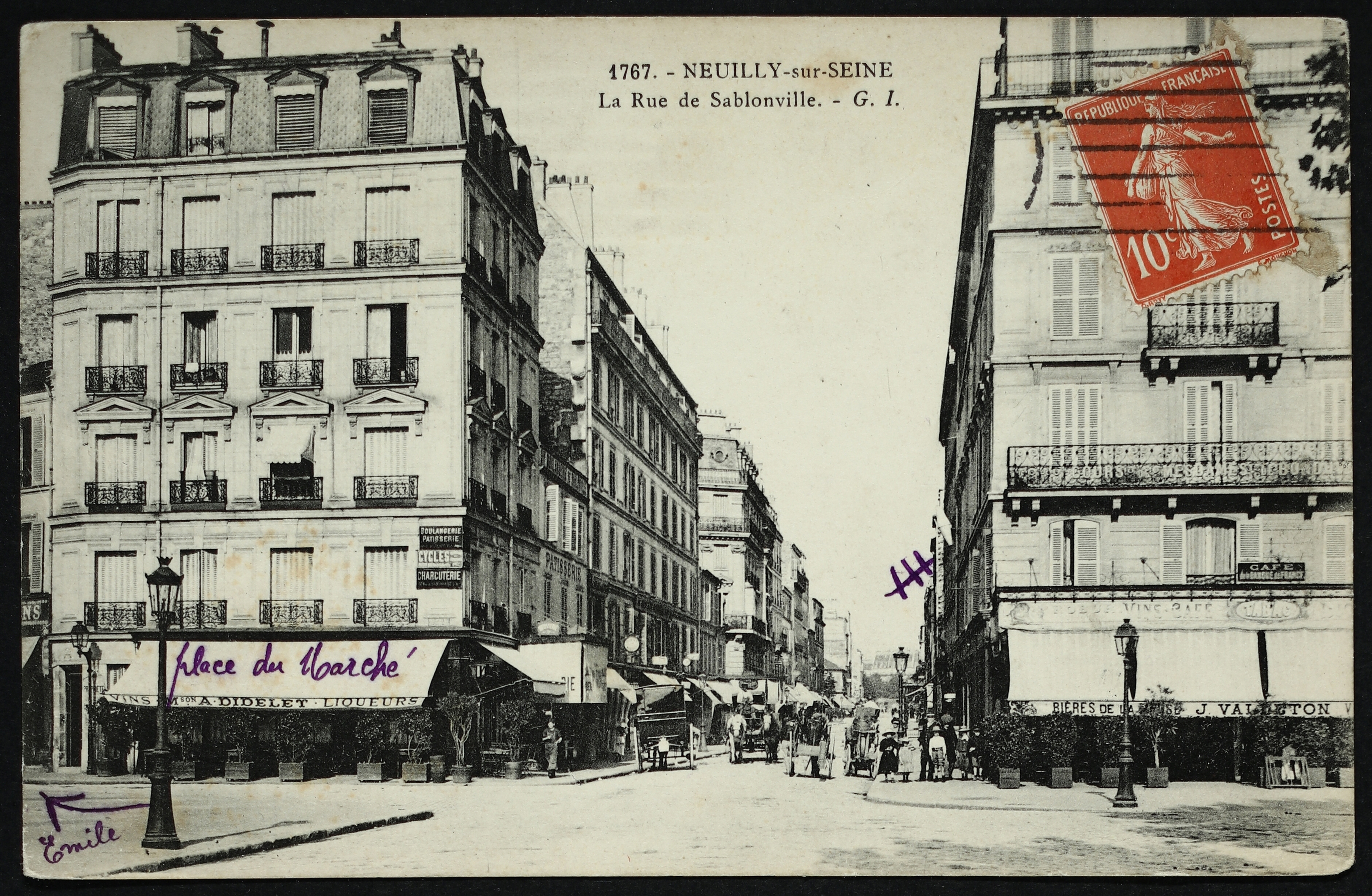
Neuilly-sur-Seine - La rue de Sablonville.

La rue de Sablonville est une voie située en grande partie à Neuilly-sur-Seine, elle s'y termine place du Marché, après avoir traversé la place Parmentier.
Autrefois, elle faisait partie du chemin de grande communication no 16 et était entièrement située sur le territoire de Neuilly-sur-Seine. Le tronçon parisien situé dans le 17e arrondissement de Paris fut annexé à Paris avec tout le quartier des Ternes par décret du 18 avril 1929.
Du côté parisien, avant la construction du boulevard périphérique en 1971, la rue allait jusqu'à la porte des Ternes (place du Général-Kœnig). Depuis, elle débute au 16, rue Gustave-Charpentier (qui longe le boulevard périphérique par l'ouest), passe sous le porche d'un immeuble récent et trouve la limite de Neuilly à 30 mètres de là, où elle se prolonge sur plus de 300 m. Heureusement pour les visiteurs, la numérotation reste continue entre Paris et Neuilly.

## Origine du nom
La rue de Sablonville doit son nom à la plaine sablonneuse qu'elle traverse, puis au lotissement créé à cet endroit à partir de 1830, le village de Sablonville.

## Historique
Entre Neuilly et les Ternes existait naguère une vaste plaine que son sol pierreux et calcaire a fait nommer la plaine des Sablons et ce ne furent longtemps que des terres pauvres à cultiver et des réserves de chasses royales.

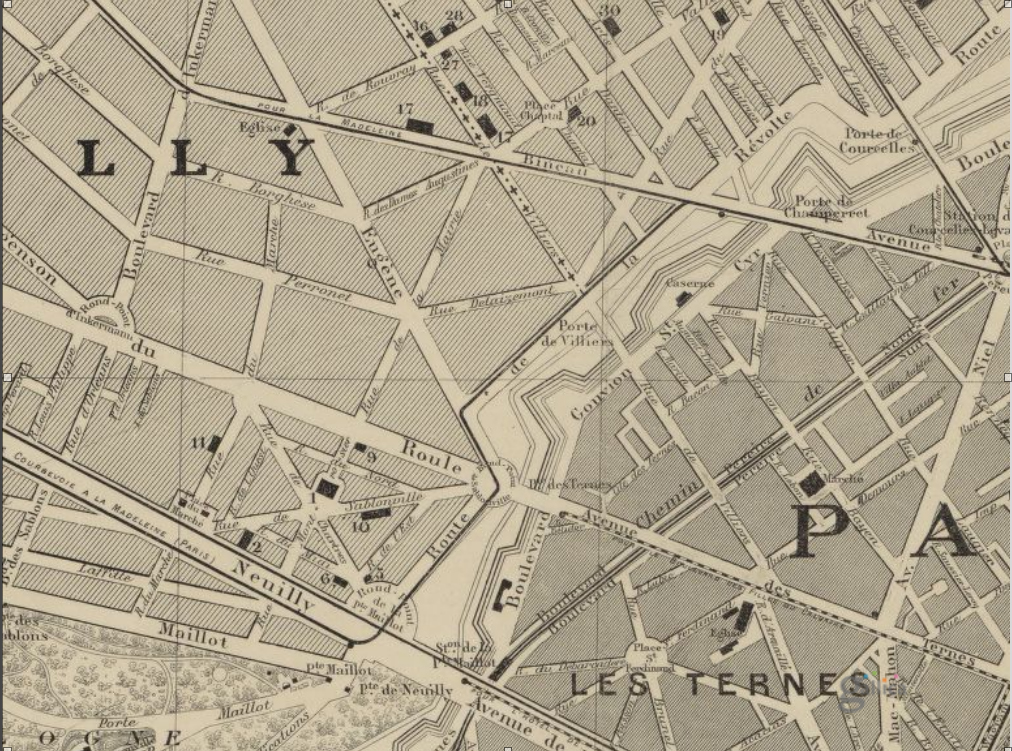
Quartier et rue de Sablonville vers 1884.

Cette plaine s'étendait de part et d'autre de la route des Princes (ou route de la Révolte) et à partir de la porte Maillot, s'étendait au nord jusque vers les terres de Villiers et de Clichy et à l'ouest elle longeait le nord du bois de Boulogne jusqu'aux abords du village de Neuilly (près du pont).
Le nom de Sablonville est aujourd'hui réservé à un quartier de Neuilly, correspondant à l'emplacement de l'ancien parc des Sablons, à l'extrémité est de la plaine des Sablons. 
Un parc fut y aménagé en 1796 : il consistait en un immense jardin destiné à servir de cadre à de nombreuses fêtes, et notamment à des courses de chars connus sous le nom de « Jeux chevaleresques ».
Ces jeux durèrent jusqu'en 1820 quand Casimir Perier, dernier propriétaire, en aliéna la majeure partie à madame de Montrosier, laquelle la revendit, en 1824, à l'architecte Auguste Rougevin.

### L'urbanisation de Sablonville

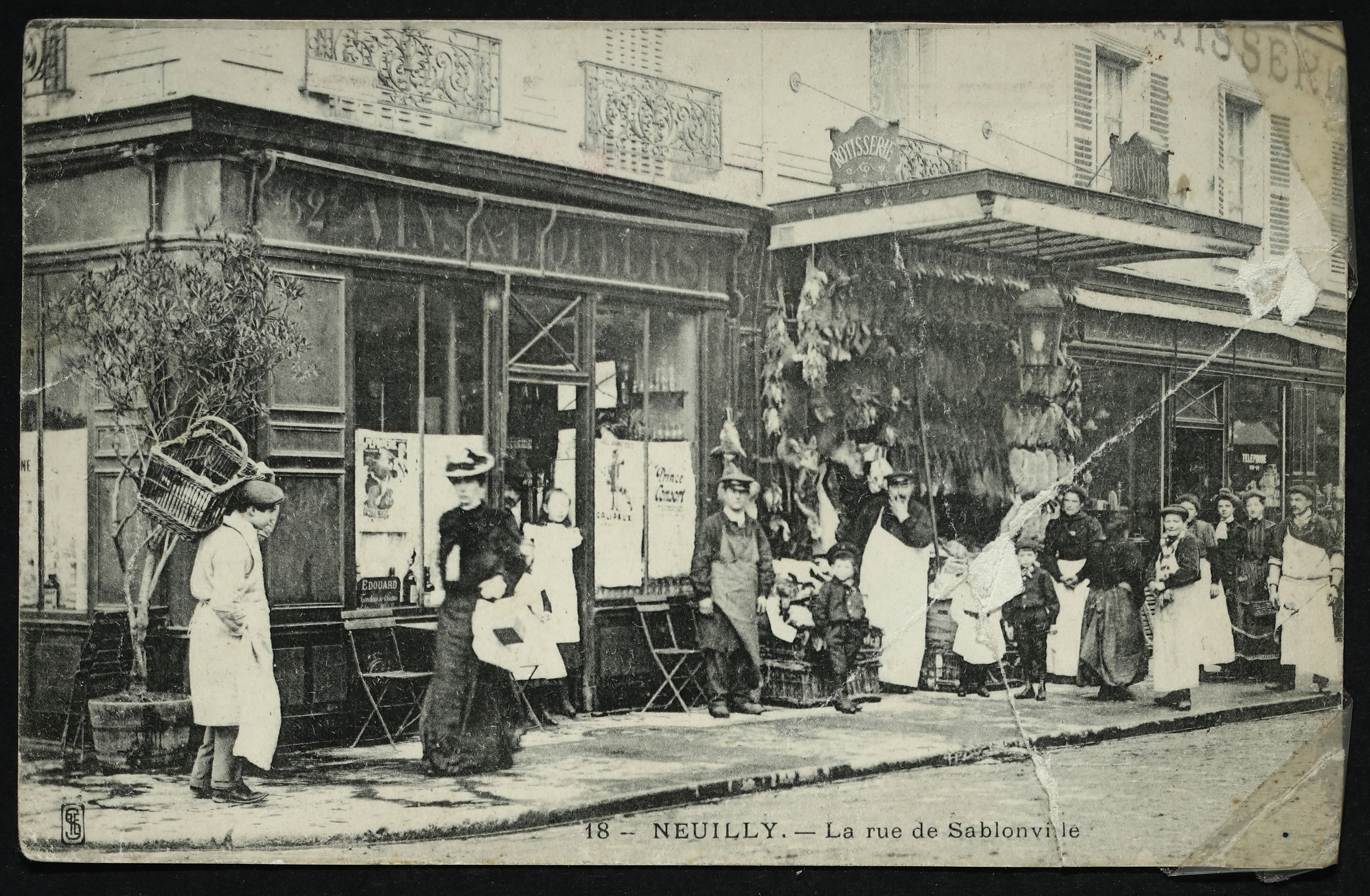
Carte postale de la rue de Sablonville au début du XXe siècle.

« Puis, on entreprit de faire de la plaine des Sablons un jardin public ; des plantations y furent faites, on y établit des jeux et des amusements ; mais la stérilité et l'aridité du terrain, et surtout le voisinage du bois de Boulogne, rendirent inutiles les efforts que l'on tenta. La pensée d'en faire une ville fut plus heureuse ; on y a bâti de jolies maisons qui ont formé Sablonville. »
C'est l'architecte Auguste Rougevin qui lotit le jardin, à commencer par la rue de Sablonville (d'abord nommée « rue de la Barrière du Roule ») et qui traversait le quartier en diagonale jusqu'au marché et la rue Madeleine-Michelis actuelle (alors rue du Marché) et à l'avenue Charles-de-Gaulle (alors route royale ou nouvelle route de Neuilly). Les autres rues rayonnantes étaient la rue de Chartres et la rue de Montrosier (qui ont gardé ces noms) ; elles étaient complétées par les rues du Nord (Armenonville), de l'Est (rue Gustave-Charpentier aujourd'hui à Paris), rue du Midi (nom conservé aujourd'hui) et de l’Ouest (rue du Commandant-Pilot).